# دندروزوم
دندروزوم (به انگلیسی: Dendrosome) واژه‌ای برگرفته شده از واژهٔ دندرون (به یونانی: Dendron) به معنای درخت یا منفذ است. دندروزوم‌ها در اصل ساختارهایی متشکل از دندریمر‌ها (به انگلیسی: Dendrimer) هستند و شامل ساختارهای پیچیده و منفذ دار اسید نوکلئیکی هستند که توسط لایهٔ محلول در چربی پوشیده شده‌اند. این مواد دارای سمیت همولیتیک ناچیز و راندمان ترا آلودگی بالاتری می‌باشند و همچنین در طول آزمایش‌های درون تنی در مقایسه با دندریمرها مقاومت بیشتری از خویش نشان می‌دهند.

## کاربردها
دندروزوم نخستین بار به عنوان مواد حامل هنگام فرایند انتقال ژن و به عنوان عضوی از سیستم ایمنی ذاتی عامل ایمن‌سازی ژنتیکی مورد پژوهش قرار گرفتند. به عنوان مثال پلی (پروپیلنیمین) دندروزوم عامل ایمن‌سازی ژنتیکی در مقابل بیماری هپاتیت ب است که در مقایسه با ساختار پیچیدهٔ دندریمر-پلاسمید دی ان ای بسیار مؤثر تر می‌باشد. پلی (پروپیلنیمین) دندروزوم در اصل شامل همان ساختار پیچیدهٔ دندریمر-پلاسمید دی ان ای است که درون لایهٔ محلول در چربی قرار گرفته است. دلیل این مؤثر تر بودن این ماده در درمان هپاتیت بی در مقایسه با دندریمر-پلاسمید دی ان ای، این است که لایهٔ محلول در چربی پلی (پروپیلنیمین) دندروزوم از ساختار دندریمر-پلاسمید دی ان ای درونی خود محافظت می‌کند و همچنین روند و سرعت انتشار این مواد را به گونهٔ موثرتری تنظیم می‌نماید که منجر به بهبود عملکرد سلول‌های عرضه کننده پادگن (به انگلیسی: (antigen-presenting cells (APC) نیز می‌شود.
دندروزوم به عنوان آران‌ای خاموشگر نیز استفاده می‌شوند. برای مثال آران‌ای خاموشگر اس۱۰ که آنکوژنها یا ژن‌های تومورزا ای۶ و ای ۷ را هدف قرار می‌دهد که عامل سرطان گردن رحم می‌باشند. بر اساس گزارش‌ها دندروزوم‌ها مبتنی بر دندریمرهای پلی آمیدو آمینه روش مناسبی برای انتقال آران‌ای خاموشگر (به انگلیسی: siRNA) برای مدیریت و درمان سرطان گردن رحم می‌باشند.

## زهرشناسی
بر اساس گزارش ها دندروزوم هم از نظر برون تنی و هم درون تنی به طور کامل غیر سمی می‌باشند.